# Santa Eufemia-síkság
A Santa Eufemia-síkság (olaszul Piana di Santa Eufemia) Olaszország déli részén, Calabria régióban, Catanzaro megyében, a Santa Eufemia-öböl partján fekszik. Az Angitola és Amato folyók hordalékából alakult ki. Calabria régió északi partvonalának egyik legnagyobb kiterjedésű síksága. Legjelentősebb települése Lamezia Terme. A part mentén olyan lagúna-jellegű tavak sorozata húzódik, mint például a La Vota-tó.

## Nagyobb települések
- Lamezia Terme
- Pizzo
- Curinga
- Gizzeria